# Středisko družicových spojů Měšetice

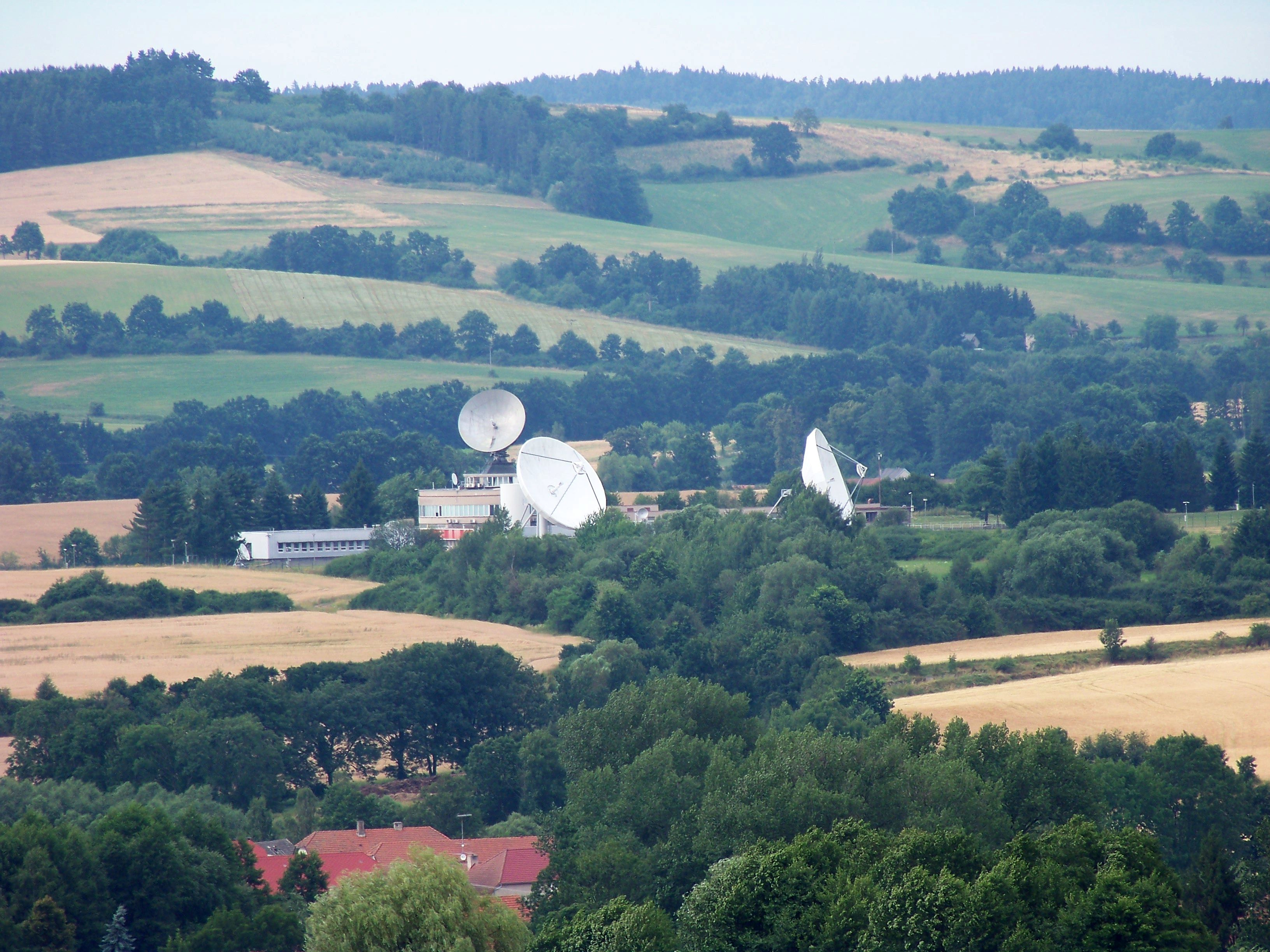
Areál centra od obce Měšetice

Areál Střediska družicových spojů se nachází 1 km severovýchodně od obce Měšetice, nedaleko města Sedlec-Prčice, v okrese Příbram ve Středočeském kraji. Byl vybudován Správou Radiokomunikací Praha (dnešní České radiokomunikace) v rámci mezinárodního telekomunikačního systému Intersputnik. Středisko zahájilo provoz 30. dubna 1974, jako první svého druhu v Československu. Středisko zajišťovalo mezinárodní televizní přenosy a telefonní spoje, ke kterým později ještě přibyl přenos dat. Probíhala zde výměna televizních příspěvků v rámci Intervize.
Současně s výstavbou střediska bylo vystavěno v Sedlci dvacet bytů pro zaměstnance, vodovod s vodojemem a koupaliště. Přestože všechnu výstavbu prováděly Vojenské stavby a přestože objekt střediska strážil pro jeho strategický význam zvláštní vojenský útvar, středisko sloužilo výhradně pro civilní účely.
Koncem 80. let zde sloužilo 45 lidí. V souvislosti s reorganizací letech 2001 a 2002 byla většina pracovníků střediska propuštěna, ale i přesto je středisko i nadále v provozu.

## Popis střediska
Nejnápadnější dominantou střediska je kruhová budova s pohyblivou parabolickou anténou o průměru 12 m, která byla v počátečních letech jedinou ve středisku. Vysílací a přijímací zařízení byly umístěny přímo pod anténou, aby mohly být vlnovody co možná nejkratší.
Prvních 19 let mělo středisko technické vybavení pouze pro práci v systému Intersputnik, které bylo dodáno ze Sovětského svazu. V roce 1988 byla postavena druhá anténa o průměru 12 m pro spojení se stanicemi v Asii.
V průběhu provozu docházelo k různým modernizacím, největší však nastala počátkem 90. let 20. století, kdy americká firma Comsat vyhrála soutěž na zařízení stanice anténami Intelsat standard A o průměru 18,3 m, ty byly nainstalovány na konci roku 1992. Od léta 1993 funguje toto zařízení nepřetržitě bez jediné odstávky.
Hlavním uživatelem byl Český Telecom, dnes O2, který zde realizoval mezinárodní telefonní hovory. Byla zde také přenášena data pro internetové poskytovatele. Televizní přenosy již středisko nezajišťují, protože instalované vybavení nedovede zpracovat digitální přenos.
Od roku 1998 je ve středisku provozována centrální stanice HUB soustavy VSAT s anténou o průměru 6 m. Slouží ke spojení s velkým počtem malých terminálů, bezhotovostním platbám a k dalším přenosům dat o malých objememech (dálkové dohledy, bankomaty apod.).
Od roku 2003 je provozována televizní stanice společnosti INTV, která přebírá televizní vysílání z asijské družice a vysílá je na evropskou družici pro maďarského provozovatele TV kabelových rozvodů.